# Mordfall Sarah Halimi

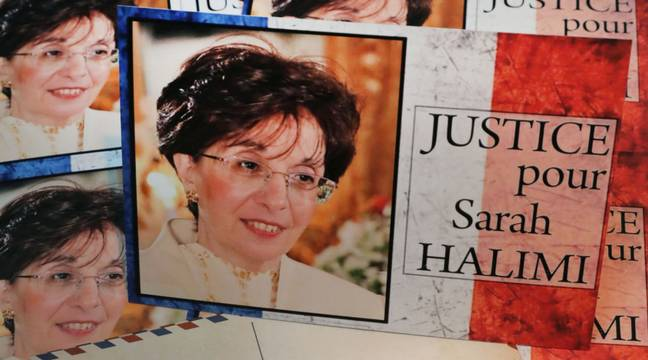
Sarah Halimi

Der Mordfall Sarah Halimi umfasst die Umstände der Ermordung der jüdischen Französin Sarah Halimi in Paris am 4. April 2017 durch den aus Mali stammenden Kobili Traoré. Der Fall erhielt auch deshalb besondere Aufmerksamkeit, weil Polizei, Justiz und Medien vorgeworfen wurde, die Öffentlichkeit nur unzureichend informiert und einen vermuteten antisemitischen Hintergrund heruntergespielt zu haben.

## Tathergang
Am 4. April 2017 wurde Sarah Attal-Halimi (geboren am 30. November 1951 als Lucie Attal in Nogent-sur-Marne), eine 65-jährige jüdische Mutter dreier Kinder, pensionierte Ärztin und frühere Leiterin einer Kinderkrippe, in ihrer Wohnung im Norden des 11. Pariser Arrondissements in der Rue de Vaucouleurs Nummer 30 nahe dem Stadtviertel Belleville schwer misshandelt und anschließend aus dem Fenster gestoßen. Es ist ungewiss, ob Halimi in Folge des Sturzes aus dem dritten Stock starb oder bereits zuvor umgebracht worden war.
Begangen hatte die Tat der aus Mali stammende, damals 27-jährige Kobili Traoré, der in demselben Haus wie die Ermordete wohnte und als drogenabhängig und notorischer Straftäter polizeibekannt war. Dem Mord vorangegangen war ein Streit in der Familie Traorés. Daraufhin begab er sich gegen vier Uhr morgens in aufgebrachter Stimmung zu Bekannten, die im Nachbarhaus wohnten und deren Wohnung unmittelbar an diejenige Sarah Halimis grenzte. In der Wohnung wurde er zunehmend aggressiv und verhielt sich so bedrohlich, dass sich die Bekannten mit ihren Kindern verängstigt im Schlafzimmer einschlossen und die Polizei riefen. Während sie dort warteten, hörten sie den Eindringling Verse aus dem Koran rezitieren.
Die Polizei reagierte auf den Notruf; die zuerst eintreffenden Beamten begaben sich in das Gebäude, in dem sich die Wohnung der malischen Familie befand, warteten angesichts eines vermuteten terroristischen Hintergrunds zunächst jedoch vor der Wohnungstür auf Verstärkung.
Währenddessen kletterte Traoré über den Balkon ins Nachbarhaus zur angrenzenden Wohnung Halimis, die allen im Gebäude als Jüdin bekannt war. Weitere Anrufer bei der Notrufzentrale berichteten von einer schreienden Frau, die offensichtlich geschlagen wurde, und von „Allahu akbar“- und „Ich habe den Scheitan getötet“-Rufen. Inzwischen war eine weitere Einheit der Polizei (brigade anti-criminalité) eingetroffen und hatte im Hof des Gebäudes Stellung bezogen. Vor deren Augen wurde Sarah Halimi aus dem Fenster ihrer Wohnung im dritten Stock gestoßen. Nach dem Mord kehrte Traoré über den Balkon in die Wohnung der ihm bekannten Familie zurück, die ihn vom Schlafzimmer aus laut beten hörte. Gegen 5:35 Uhr drang die eingetroffene Spezialeinheit in die Wohnung ein und nahm Kobili Traoré ohne Widerstand fest.
Im Polizeigewahrsam randalierte Traoré derart heftig, dass der herbeigerufene Amtsarzt ihn für haftunfähig erklärte und in die Psychiatrie einweisen ließ. Bis dahin war Traoré zwar als gewalttätig, aber nicht als geistig verwirrt aufgefallen.

## Gerichtsverfahren
Traoré wurde nach der Tat in die Psychiatrie eingewiesen und konnte von der Polizei zunächst nicht vernommen werden. Sarah Halimis Schwägerin erstattete am 20. Juni 2017 Strafanzeige wegen unterlassener Hilfeleistung, um Trägheit und fehlende Koordination des Polizeieinsatzes während der Tat anzuprangern. Am 10. Juli 2017 sagte Traoré vor dem Haftrichter aus, dass er nicht aus Antisemitismus gehandelt habe. Vielmehr habe er sich von einer äußeren Macht, die er als dämonisch empfunden habe, besessen gefühlt. Seinen Zustand führe er auf den Konsum von Cannabis zurück.
Am 12. Juli 2017 wurde Kobili Traoré der „vorsätzlichen Tötung zum Nachteil von Attal-Halimi und der Freiheitsberaubung der benachbarten Familie D.“ angeklagt, über deren Balkon er in die Wohnung Halimis gelangt war. Mit einer toxikologischen Analyse konnte Cannabis im Blut Traorés nachgewiesen werden. Dieses habe den Wahnzustand verschlimmert, attestierte am 4. September 2017 der mit einem psychiatrischen Gutachten beauftragte Psychiater Daniel Zagury. Da aber die Einnahme des Rauschgifts freiwillig erfolgte, sei von einer Teilzurechnungsfähigkeit auszugehen. Der Umstand, dass das Opfer aufgrund seines Jüdischseins diabolisiert worden sei, weise auf den antisemitischen Hintergrund der Tat hin. Aufgrund dieses Gutachtens verlangte die Staatsanwaltschaft vom Vorsitzenden Richter, die antisemitische Motivlage im Verfahren zu berücksichtigen. Dies unterstrich auch Jean-Alex Buchinger, Anwalt der Hinterbliebenen Sarah Halimis. Seit dem Einzug der Familie Traoré im Haus habe es ein latent antisemitisches Klima gegeben. Wiederholt habe die Schwester Kobili Traorés im Treppenhaus die Tochter Halimis beleidigt und auch geschubst. Bekannte Traorés erinnerten sich, dass er am Vortag des Mordes den ganzen Nachmittag in der Moschee gebetet habe. Und während er dabei war, sein Opfer aus dem Fenster zu stürzen, soll er den Polizisten im Hof zugerufen haben, sie sollten aufpassen, weil die Frau sich umbringen wolle. All dies weise auf eine bewusste und antisemitisch motivierte Tat hin.
Im Juli 2019 erging das Urteil in der ersten Instanz, welches Kobili Traoré aufgrund einer zur Tatzeit vorliegenden kurzen psychotischen Störung für schuldunfähig erklärte und deshalb vom Mordvorwurf freisprach. Die die Schuldunfähigkeit begründende Pathologie zur Tatzeit war von drei voneinander unabhängigen psychologischen Gutachten von insgesamt sieben Gutachtern, darunter auch Zagury, übereinstimmend diagnostiziert worden. Traoré litt zur Tatzeit bereits seit mehreren Tagen unter Zwangsvorstellungen und Todesängsten, was auch Personen in seiner Umgebung aufgefallen war. Seine psychotische Störung war nach Ansicht der psychologischen Gutachter höchstens zum Teil auf seinen Cannabiskonsum zurückzuführen und von ihm nicht vorhersehbar gewesen. Die Gutachter wiesen darauf hin, dass die Schuldunfähigkeit weder den barbarischen Charakter der Tat noch dessen möglichen antisemitischen Hintergrund verdecke oder negiere.
Das Berufungsgericht bestätigte das Urteil Ende 2019; gegen das bestätigte Urteil wurde beim Kassationshof Revision eingelegt. Während der Bearbeitungsphase des Revisionsantrags forderte Staatspräsident Emmanuel Macron am 23. Januar 2020 bei einem Aufenthalt in Israel: „Alles, was ein Prozess an Reparation bieten kann, muss stattfinden können“. Diese Äußerung wurde in einem gemeinsamen Kommuniqué von der Präsidentin des Kassationshofs, Chantal Arens, und dem Generalstaatsanwalt François Molins öffentlich als Einmischung in die Unabhängigkeit der Justiz zurückgewiesen.
Nachdem auch der Kassationshof im April 2021 als letzte Instanz die Entscheidung der Justiz bestätigt hatte, den Täter wegen Schuldunfähigkeit nicht anzuklagen, demonstrierten zehntausende Franzosen, darunter unter anderem der damalige Fraktionsvorsitzende der Regierungspartei La République en Marche in der Nationalversammlung, Christophe Castaner, und die Pariser Bürgermeisterin Anne Hidalgo, gegen diese Entscheidung und forderten eine Gesetzesänderung, die Schuldunfähigkeit in derartigen Fällen in Zukunft ausschließen soll. Präsident Macron und Justizminister Éric Dupond-Moretti kündigten daraufhin eine entsprechende Gesetzesänderung an.
Kobili Traoré blieb nach den Urteilen auf unbestimmte Zeit in der geschlossenen Psychiatrie untergebracht; zu seiner Freilassung sind positive Stellungnahmen des Leiters der psychiatrischen Einrichtung, zweier weiterer Gutachter sowie des Präfekten erforderlich; auch nach einer eventuellen Freilassung unterliegt er einem auf 20 Jahre festgelegten Kontaktverbot zu den Angehörigen des Opfers.

## Öffentliche Reaktionen und Medienberichterstattung
Der Mord an Sarah Halimi rief zahlreiche öffentliche Reaktionen in Frankreich und weltweit hervor. Sowohl die französische Regierung als auch die Medien sahen sich der Kritik ausgesetzt, das antisemitische Motiv der Tat verschleiern zu wollen. Die Jewish Telegraphic Agency, Jewish Chronicle und Times of Israel berichteten umgehend über den Mord an Sarah Halimi als mögliches Hassverbrechen.
Am 9. April 2017 folgten etwa eintausend Menschen dem Aufruf des Conseil Représentatif des Institutions juives de France zum Gedenkmarsch an die ermordete Sarah Halimi.
Gilles-William Goldnadel, Anwalt der Schwester des Opfers, äußerte am 22. Mai 2017 in Le Figaro, dass „der Mörder das klassische Profil eines typischen islamistischen Kriminellen habe […] Aber was das Herz des Mannes und Anwalts am meisten zusammenzieht, […] das ist die öffentliche Gleichgültigkeit.“ Die London Times berichtete am 23. Mai 2017, dass der Mord an Sarah Halimi nicht als antisemitisch eingestuft worden sei, da man fürchte, dies könne dem Wahlkampf des rechtspopulistischen Front National nutzen. Der französische Journalist Marc Weitzmann veröffentlichte am 25. Mai 2017 einen umfangreichen Artikel, in welchem er die französische Regierung und die Medien beschuldigte, den Mord an Halimi und weitere Gewalttaten nicht als Antisemitismus kennzeichnen zu wollen. Ebenfalls am 25. Mai 2017 veröffentlichte die Philosophin Alexandra Laignel-Lavastine einen offenen Brief an den eine Woche zuvor ernannten Innenminister Gérard Collomb, in dem sie Frankreich als „ein Land, in dem es abermals möglich geworden sei, Juden zu ermorden, ohne dass unsere Mitbürger darüber allzu beunruhigt wären“, beschrieb.
Am 1. Juni 2017 prangerte die belgische Europaabgeordnete Frédérique Ries in einer Debatte des Parlaments zum Kampf gegen Antisemitismus das „eisige Schweigen“ der französischen Behörden im Mordfall Sarah Halimis an. Am 2. Juni 2017 veröffentlichte die Tageszeitung Le Figaro einen Aufruf siebzehn führender Intellektueller, darunter Michel Onfray, Élisabeth Badinter, Jacques Julliard, Georges Bensoussan, Alain Finkielkraut und Marcel Gauchet, dass „Licht in den Tod einer französischen Frau jüdischen Glaubens gebracht werden müsse, die unter den Rufen ‚Allah Akbar‘ getötet wurde“. Sie kritisierten die „Leugnung der Wirklichkeit“ und dass „dieses barbarische Verbrechen, das mitten im Präsidentschaftswahlkampf stattfand, so wenig Beachtung von den Medien erhalten“ habe. Der Publizist Bernard-Henri Lévy wies am 5. Juni 2017 ebenfalls darauf hin, dass, obwohl Sarah Halimi unter dem Ruf „Allahu Akbar“ gefoltert und aus dem Fenster gestoßen wurde, der Fall nicht als antisemitisch motiviert behandelt werde. Am 8. Juni 2017 kritisierte der Schriftsteller Michel Onfray in einem Video das mediale Schweigen über den Fall Sarah Halimis als ihre zweite Ermordung und fügte hinzu: „Jedesmal, wenn es eine Steigerung des Terrors gibt, folgt eine Steigerung in der Leugnung des Schreckens. Jede Tatsache wird entleert und vom Tische gefegt, wenn sie geeignet ist, die Sache des Front National zu befördern. Aber die Wirklichkeit wird sich eines Tages rächen.“
Auch in Deutschland griffen zunächst nur jüdische Medien das Thema auf, wie etwa Danny Leder am 9. April 2017 in haGalil, und kritisierten ebenfalls das Schweigen der französischen Mehrheitsgesellschaft, wie etwa Philipp Peyman Engels in der Jüdischen Allgemeinen vom 22. Juni 2017.
Die zweitwichtigste französische Tageszeitung Le Monde berichtete erst am 23. Juni 2017 über Antisemitismus als Mordmotiv. Der erste Artikel in einer großen deutschsprachigen Tageszeitung erschien am 1. Juli 2017 in Die Welt.
Während der Gedenkfeier zu der Rafle du Vélodrome d’Hiver am 16. Juli 2017 hob Francis Kalifat, Präsident des Conseil représentatif des institutions juives de France, den antisemitischen Charakter des Mordes hervor. Der französische Staatspräsident Emmanuel Macron forderte die Justiz auf, „umfassende Klarheit“ in den Fall zu bringen „trotz der Leugnungen“ des Tatverdächtigen. Dass Staatspräsident Macron sich dazu äußerte, bescherte dem Fall weitere internationale Aufmerksamkeit. In der taz fragte Rudolf Balmer, ob sich am Fall Sarah Halimi symptomatisch zeige, was Caroline Valentin, Co-Autorin von Une France soumise, als das systematische Leugnen des neuen islamischen Antisemitismus durch Gesellschaft und Staatsführung beschrieben habe, um den gesellschaftlichen Frieden in den Vororten nicht zu gefährden. Die Washington Post führte am 23. Juli 2017 in einem Artikel den Fall Halimis als Beispiel an für eine verbreitete Zurückhaltung französischer Medien und Ermittlungsbeamter, Übergriffe als „Terrorakt“ zu kennzeichnen.
In einem Interview mit der Zeitschrift L’Express warf die französische Philosophin Élisabeth Badinter am 26. September 2017 Medien und Politik vor, fünfzehn Tage vor der ersten Runde der Präsidentschaftswahl in Frankreich 2017 absichtlich nicht über den Fall berichtet zu haben. Man wollte keine neue „Affaire Paul Voise“ wie im Präsidentschaftswahlkampf 2002, wo ein brutaler Raubüberfall auf einen Rentner am Tag vor dem ersten Wahlgang nach allgemeiner Einschätzung dazu beigetragen hatte, dass der Kandidat des Front National, Jean-Marie Le Pen, überraschend mehr Stimmen erhielt als der sozialistische Kandidat Lionel Jospin. Für die politische Linke sei der Antizionismus wichtiger geworden als der Kampf gegen den islamischen Antisemitismus. Daher hätten sich nicht die jüdischen Opfer islamistischer Verbrechen – wie die von Mohamed Merah exekutierten Kinder – ins kollektive Bewusstsein eingegraben. Am 19. Oktober 2017 griff die Frankfurter Allgemeine Zeitung den Fall auf und zitierte ausführlich aus dem Interview Élisabeth Badinters.